# Museo dei ghiacciai
Il Museo dei Ghiacciai (Norsk Bremuseum) è un museo sito a Fjærland, Vestland, Norvegia.
Lo scopo del museo è quello di "raccogliere, creare e diffondere la conoscenza sui ghiacciai e il clima" — fornisce informazioni sul ghiacciaio Jostedalsbreen, sul Parco nazionale Jostedalsbreen e inoltre ospita il Centro Climatico Ulltveit-Moe. Il museo rimane aperto da aprile fino ad ottobre, tutti i giorni.
Il museo è stato progettato da Sverre Fehn. Nel 2002 si è deciso di effettuare un ampliamento del museo, anch'esso progettato da Sverre.